# Csin Dzsongo
Csin Dzsongo (hangul: 진종오, handzsa: 秦鍾午, RR: Jin Jong-o; 1979. szeptember 24.–) dél-koreai sportlövész, háromszoros világ- és négyszeres olimpiai bajnok. Az egyetlen sportlövő, aki ugyanabban a számban három egymást követő olimpián is aranyérmet szerzett.